# UFC 33
UFC 33: Victory in Vegas foi um evento de artes marciais mistas promovido pelo Ultimate Fighting Championship, ocorrido em 28 de setembro de 2001 no Mandalay Bay Events Center em Paradise, Nevada. O evento foi transmitido ao vivo no pay per view, e depois vendido em home video.

## Background
O card teve como atração três lutas pelo título, Tito Ortiz vs. Vladimir Matyushenko pelo Cinturão Meio Pesado do UFC (Vitor Belfort foi incapaz de lutar devido a uma lesão no braço), Dave Menne vs. Gil Castillo pelo Cinturão Peso Médio do UFC e Jens Pulver vs. Dennis Hallman pelo Cinturão Peso Leve do UFC.
UFC 33 foi o primeiro evento de MMA sancionado pela Comissão Atlética do Estado de Nevada, sobre as Regras Unificadas das Artes Marciais Mistas, que foi primeiro estabilizada pelo Controle Atlético do Estado de New Jersey em 2000.
UFC 33 foi considerado um desastre por muitos, deixando de cativar o novo público do pay-per-view, devido ao grande número de decisões no card - UFC 33 foi de fato o primeiro evento em que todas as lutas principais foram para a decisão. As lutas entre Ortiz e Matyushenko e Pulver e Hallman em particular vem sendo consideradas as duas lutas mais monótomas pelo título na história do UFC. Adicionalmente, a transmissão caiu e saiu mais cedo em muitos sistemas de caso (no meio da luta entre Ortiz e Matyushenko). Após esse evento, o UFC reduziu o número de lutas ao vivo a cinco e nunca mais fez três lutas pelo título em um único card do UFC.
Durante a conferência pós-luta para o UFC 111, em respostas de questões sobre a luta entediante entre Georges St. Pierre e Dan Hardy, o presidente do UFC Dana White comentou que "UFC 33 é o único que ele lembra que teve lutas horríveis."
Anos após, na conferência pós-luta do UFC 149, após um card da mesma forma, Dana White disse, "Parecia que eu estava no UFC 33 de novo".
Em 2013 após a conferência pós-luta do UFC on Fox 6, Dana White mais uma vez referenciou o UFC 33 como "o pior show que já tive".

## Resultados
Nota 1 Pelo Cinturão Meio-Pesado do UFC.

Nota 2 Pelo Cinturão Peso-Leve do UFC.

Nota 3 Pelo Cinturão Peso Médio Inaugural do UFC.

## Ligações Externas
1. ↑  Nota 1
2. ↑  Nota 2
3. ↑  Nota 3